# گمینا نگبلتس
گمینا نگبلتس (به لهستانی:  Gmina Niebylec) یک گمینا در لهستان است که در شهرستان ستژژوف واقع شده‌است. گمینا نگبلتس ۱۰۴٫۳۷ کیلومتر مربع مساحت و ۱۰٬۶۰۶ نفر جمعیت دارد.